# Stout

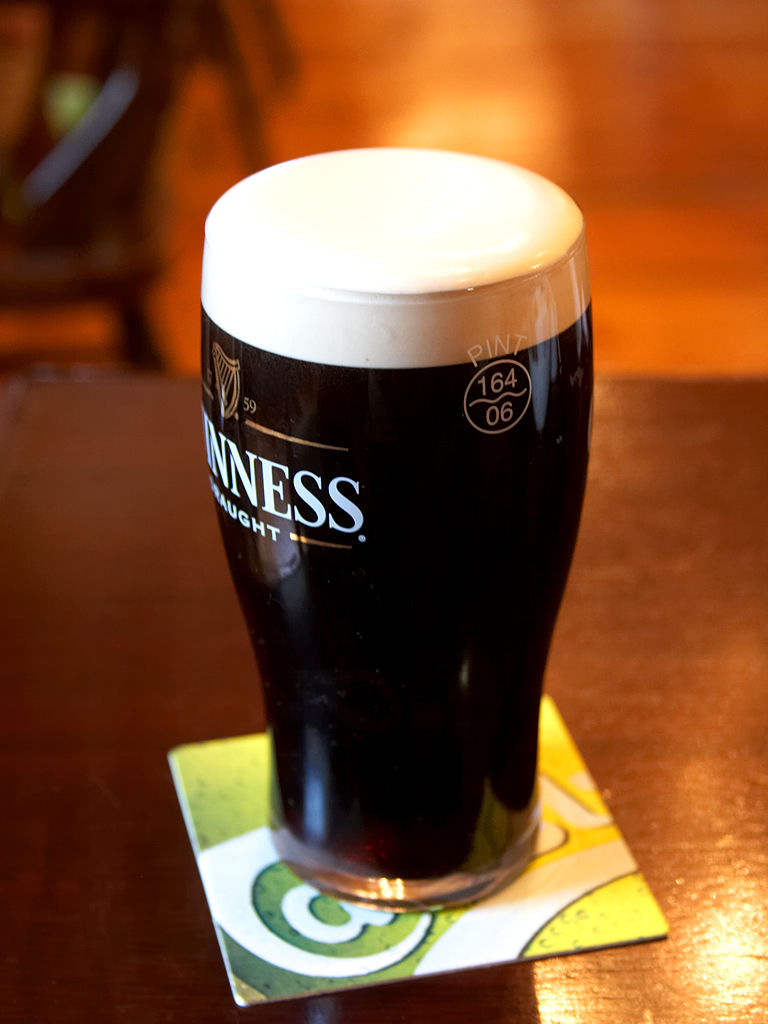
Pinta stout piva Guinness

Stout je tmavé pivo typu Ale vyráběné z praženého sladu z  ječmene, dále z chmelu, vody a pivních kvasinek (svrchně kvasící). Tato piva jsou charakteristická hustou pěnou, tmavou barvou a příchutí po praženém sladu, někdy s ovocnou příchutí. Často se jedná o silná piva (podíl alkoholu může být i 8%). Stout je velmi podobný pivům Porter, jejichž historický vývoj byl podobný, někteří lidé je dokonce považují za jeden styl, kde silnější varianta byla nazývána Stout a slabší Porter. Porter, původně z Londýna, byl údajně takto nazván podle jeho obliby u poslíčků (anglicky porter). Stout ale vznikl malinko později, částečně se jeho výrobci snažili na úspěch pivy typu Porter navázat a vydělat na něm.
Existuje mnoho druhů stoutů, například baltský porter (baltic porter), suchý stout (dry stout, též známý jako irský stout), imperial stout, řadí se sem i porter, mléčný stout (milk stout), oatmeal stout a další.
Proslulým výrobcem tohoto typu je například irský pivovar Guinness. V České republice stouty vyrábí například pivovar Berghof (značka Kacýny). Pivo Kelt od pivovaru Staropramen (ačkoliv se nejednalo o pravý stout, jelikož nebylo kvašeno svrchně) se rovněž řadilo k tomuto druhu piv. Staropramen jej však již nevyrábí.
Stout se podává při doporučených teplotách kolem 8–12 °C v případě těch slabších. Plná piva se silnější chutí se doporučuje podávat při teplotě ještě vyšší, okolo 14–16 °C.